# Logiciel graphique

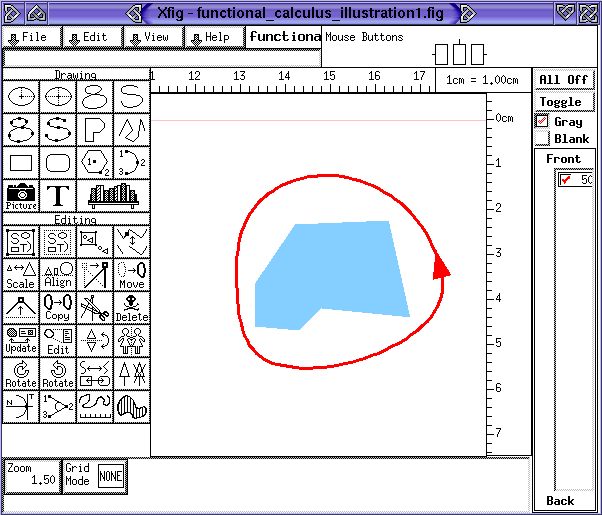
Capture d'écran de l'éditeur graphiques vectoriel open source Xfig.

Dans le domaine de l'infographie, un logiciel graphique (ou logiciels d'édition d'image, logiciel de graphisme ou logiciel de retouche d'image) est un programme informatique ou une collection de programmes permettant de manipuler et de traiter des formes, dessins, vecteurs ou images sur un ordinateur, éventuellement via une tablette graphique mais aussi un écran tactile comme le logiciel ardoise.
Ces logiciels, plus ou moins spécialisés sont utilisés par les artistes plasticiens, ou pour la retouche photo ou encore par des designers, architectes ou ingénieurs pour modéliser et présenter leurs projets, ou dans le cinéma et partout où l'image peut avoir une importance.
Un nombre croissant de ces logiciels sont disponibles en open-source (GIMP et Inkscape sont les plus complets).

## Typologies
- Les images numériques sont souvent classées en deux catégories, chacune demandant un traitement logiciel différent :

- les images matricielles (ou mode raster) ;
- les images vectorielles (qui peut être redimensionné sans perte de qualité).
De nombreux logiciels graphiques traitent exclusivement l'un ou l'autre de ces deux modes  graphiques (vectoriels ou raster), mais certains peuvent les combiner de façons intéressantes et parfois inattendues. On converti facilement une image vectorielle en mode raster (c'est la rastérisation), mais l'inverse est plus difficile, en tous cas sans perte d'information. Certains logiciels tentent de le faire (la vectorisation).
- D'autres catégories sont celles des formats de fichiers graphiques (.jpg, .tiff, etc.). La plupart des logiciels graphiques permettent de créer, importer, convertir, modifier et exporter de nombreux formats de fichiers.
- Parmi différents outils, une palette de couleurs actives et un nuancier peuvent être sélectionnés et réarrangés selon les préférences de l'utilisateur.
- Plusieurs logiciels graphiques permettent de créer des animations, ou de la vidéo numérique. 
  - L'animation graphique vectorielle peut être décrite comme une série de transformations mathématiques appliquées dans l'ordre pour une ou plusieurs formes dans une scène.
  - L'animation graphique en mode Raster fonctionne de manière similaire au film à base d'animation, où une série d'images fixes produit l'illusion d'un mouvement fluide et continu.